# Pattaya Women's Open 2009
PTT Pattaya Women's Open 2009 var en tennisturnering som spelades mellan 9 och 15 februari i Pattaya, Thailand. Turneringen var en del av International på WTA-touren och spelades utomhus på hardcourt som den 19:e upplagan av tävlingen.

## Mästare

### Singel
Vera Zvonareva besegrade  Sania Mirza, 7–5, 6–1

### Dubbel
Jaroslava Sjvedova /  Tamarine Tanasugarn besegrade  Julia Bejgelzimer /  Vitalija Diatjenko, 6–3, 6–2